# Sierra Mágina
Sierra Mágina este o arie protejată (arie specială de conservare — SAC, sit de importanță comunitară — SCI, arie de protecție specială avifaunistică — SPA) din Spania întinsă pe o suprafață de 19.960,57 ha, integral pe uscat.

## Localizare
Centrul sitului Sierra Mágina este situat la coordonatele 37°44′11″N 3°27′27″W / 37.7363°N 3.4575°V.

## Înființare
Situl Sierra Mágina a fost declarat sit de importanță comunitară în decembrie 1997 pentru a proteja 3 specii de plante și 28 de specii de animale. Alte tipuri de protecție:
- arie de protecție specială avifaunistică (în octombrie 2002)[4]
- arie specială de conservare (în septembrie 2012)[3][5][6]

## Biodiversitate
Situată în ecoregiunea mediteraneană, aria protejată conține 20 de habitate naturale: Tufărișuri termo-mediteraneene și de pre-deșert, Pseudostepă cu ierburi și specii anuale de Thero-Brachypodietea, Formațiuni stabile xerotermofile de Buxus sempervirens pe pante stâncoase (Berberidion p.p.), Lande oro-mediteraneene cu formațiuni endemice de grozamă, Izvoare petrifiante cu formare de travertin (Cratoneurion), Pajiști alpine și boreale, Pajiști umede mediteraneene cu ierburi înalte de Molinio-Holoschoenion, Galerii și tufărișuri riverane sudice (Nerio-Tamaricetea și Securinegion tinctoriae), Pante stâncoase calcaroase cu vegetație casmofită, Păduri de pin mediteraneene cu pini mezogeni endemici, Dehesas cu Quercus spp. perene, Tufărișuri halo-nitrofile (Pegano-Salsoletea), Grohotișuri termofile și vest-mediteraneene, Peșteri inaccesibile publicului, Pajiști alpine și subalpine calcaroase, Păduri de Quercus ilex și Quercus rotundifolia, Păduri de pin (sub-) mediteraneene cu pini negri endemici, Galerii de Salix alba și de Populus alba, Matorral arborescenți cu Juniperus spp., Păduri iberice de Quercus faginea și Quercus canariensis.
La baza desemnării sitului se află mai multe specii protejate:
- plante (3): Crepis granatensis, Glandora nitida, Jurinea fontqueri
- păsări (16): uliu porumbar (Accipiter gentilis), acvilă de munte (Aquila chrysaetos), Aquila fasciata, buha (Bubo bubo), ciocârlie-cu-degete-scurte (Calandrella brachydactyla), șerpar (Circaetus gallicus), porumbel de scorbură (Columba oenas), șoim călător (Falco peregrinus), ciocârlan (Galerida cristata), vulturul pleșuv sur (Gyps fulvus), prigoare (Merops apiaster), mierlă de piatră (Monticola saxatilis), pietrar mediteranean (Oenanthe hispanica), Oenanthe leucura, Pterocles orientalis, Pyrrhocorax pyrrhocorax
- amfibieni (1): Discoglossus galganoi
- mamifere (7): râs iberic (Lynx pardinus), liliac cu aripi lungi (Miniopterus schreibersii), liliac cu urechi de șoarece (Myotis blythii), liliac cărămiziu (Myotis emarginatus), liliac comun (Myotis myotis), liliacul mediteranean cu potcoavă (Rhinolophus euryale), liliacul mare cu potcoavă (Rhinolophus ferrumequinum)
- nevertebrate (1): Austropotamobius pallipes
- pești (3): Cobitis paludica, Squalius alburnoides, Squalius palaciosi

Pe lângă speciile protejate, pe teritoriul sitului au mai fost identificate 55 de specii de plante, 2 specii de păsări, 1 specie de amfibieni, 6 specii de mamifere, 4 specii de nevertebrate, 2 specii de pești, 1 specie de reptile.